# Stanhopea tolimensis
Espèce
Statut de conservation UICN

CRB2ab(iii) : 
En danger critique
Stanhopea tolimensis est une espèce d'orchidée endémique de Tolima, en Colombie.

## Distribution
Cette orchidée pousse dans le département de Tolima en Colombie à des altitudes d’environ 1 600 mètres.